# Аристов, Иван Васильевич
Ива́н Васи́льевич А́ристов  (1844— 5 июля 1917, Москва) — директор ИМТУ (1883—1902), тайный советник.

## Биография
Родился в семье священника. Окончил Костромскую гимназию в 1862 г. с золотой медалью, в 1866 г. — физико-математический факультет Императорского Московского университета со степенью кандидата. С 1866 г. состоял казённым стипендиатом педагогических курсов по предметам математики и физики, с прикомандированием к Московской 1-й гимназии.
С 19 сентября 1867 г. учитель математики и физики в Костромской духовной семинарии, преподаватель математики в Московской 2-й гимназии по 5 июля 1872 г., инспектор той же гимназии по 1 июля 1877 г., директор Зарайского реального училища по 21 августа 1879 г., инспектор Московского реального училища по 14 октября 1880 г. и инспектор Императорского Московского технического училища.
С 8 января 1883 г. назначен исполняющим обязанности директора училища, а 8 февраля 1891 г. последовал Высочайший приказ об утверждении его в этой должности. В период его директорства в Училище интенсивно развивались научные исследования. Активно работали молодые профессора — воспитанники ИМТУ: П. К. Худяков, А. П. Гавриленко, А. И. Сидоров, С. А. Фёдоров, В. И. Гриневецкий, Н. И. Мерцалов, П. П. Петров и другие.

За всё мое время пребывания в Техническом Училище (с 1888 до сих пор) полиция ни разу не была в стенах ТУ, не разгоняла сходок, не избивала студентов и прочее, как это постоянно имело место в Московском Университете.— 
Высочайше награжден чином тайного советника (1899) и 1 января 1891 г. орденом св. Станислава 1 ст. 10 июля 1902 года был уволен от службы по прошению за выслугой лет.